# Зуев, Виталий Сергеевич
Виталий Сергеевич Зуев (11 июля 1933 года, Минск — 28 марта 2014 года) — физик, академик РАЕН, лауреат премии имени Л. И. Мандельштама

## Биография
Родился 11 июля 1933 года в Минске.
В 1957 году окончил радиофизический факультет МФТИ.
В 1956 году начал научную деятельность в Физическом институте им. П. Н. Лебедева, в группе, которую возглавлял Н. Г. Басов.
В 1964 году защитил кандидатскую диссертацию.
В 1970 году защитил докторскую диссертацию.
Умер 28 марта 2014 года.

### Научная деятельность
Работы в связаны с зарождением квантовой электроники — с созданием первых мазеров и лазеров, элементов лазерной техники, а также с первыми опытами по лазерному термоядерному синтезу.
Один из инициаторов разработки и создания в 1967 году источника оптической накачки с применением открытого сильноточного разряда непосредственно в рабочей среде, что послужило основой для развития нового направления квантовой электроники — мощных газовых лазеров с оптической накачкой.
В 1973 году Зуевым с сотрудниками был создан мощный фотодиссоционный йодный лазер наносекундных импульсов (который является прототипом наиболее мощного отечественного лазера «Искра-5») и позднее целый ряд других лазеров, перекрывающих диапазон от ИК до УФ областей спектра.
Внёс большой вклад в развитие нелинейной оптики активных сред газовых лазеров.

### Общественная деятельность
Являлся членом Научного совета АН СССР по проблеме «Когерентная и нелинейная оптика», заместителем главного редактора журнала «Квантовая электроника», председателем Совета молодых учёных ФИАН.

## Награды
- Орден «Знак Почёта»
- Государственная премия СССР
- Премия имени Л. И. Мандельштама (совместно с О. Ю. Носачем, Е. П. Орловым, за 2003 год) — за цикл работ «Физические процессы в фотодиссоционных лазерах»
- Заслуженный деятель науки Российской Федерации (2011)

## Из библиографии
- Исследование энергетических характеристик фотохимического лазера на молекуле XeO / В. С. Зуев, Л. Д. Михеев, И. В. Погорельский. — Москва : ФИАН, 1978. — 40 с. : граф.; 21 см. — (Препринт / АН СССР, Физ. ин-т им. П. Н. Лебедева. Квантовая радиофизика; № 279).
- Субволновое сужение электромагнитного поля / В. С. Зуев, А. В. Францессон. — М. : ФИАН, 1998. — 20,[3] л. ил.; 21 см. — (Препринт. Рос. акад. наук, Физ. ин-т им. П. Н. Лебедева; 31).
- О работе оптического затвора на основе тонкой металлической плёнки / В. С. Зуев, Ю. В. Сенатский. — Москва : ФИАН, 2015. — 14 с. : ил.; 21 см. — (Препринт / Федеральное гос. бюджетное образовательное учреждение высшего проф. образования Физический ин-т им. П. Н. Лебедева Российской акад. наук (ФИАН)).
- Оптический замок / В. С. Зуев, К. К. Ребане. — М. : ФИАН, 1990. — 11 с.; 28 см. — (Препр. АН СССР, Физ. ин-т им. П. Н. Лебедева; N 102).
- Фотодиссоционный лазер с накачкой ударной и тепловой волнами / В. С. Зуев. — М. : ФИАН, 1990. — 68,[1] с. : ил.; 27 см. — (N 161).
- Некоторые возможные применения поршневой газодинамической установки для возбуждения коротковолновой лазерной генерации / В. С. Зуев, Л. Д. Михеев. — М. : ФИАН, 1992. — 12 с.; 20 см. — (Препринт. Рос. акад. наук, Физ. ин-т им. П. Н. Лебедева; N 18).
- Ван-дер-Ваальсовы молекулы и столкновительные пары атомов благородных газов перед фронтом ударной волны / В. С. Зуев. — М. : ФИАН, 1993. — 16 с., [2] л. граф.; 29 см. — (Препринт. Рос. АН, Физ. ин-т им. П. Н. Лебедева; N 56).
- Главные волны в многосвязных волноводах: концентрация света на площадках субволнового размера / В. С. Зуев. — М. : ФИАН, 1994. — 8 с.; 20 см. — (Препринт. Рос. АН, Физ. ин-т им. П. Н. Лебедева; N 40).